# Hon Lik
 (septembre 2022).
Han Li ou Hon Lik (chinois traditionnel : 韓力 ; pinyin : Hán Lì) est un pharmacien chinois inventeur de la cigarette électronique moderne.

## Biographie
Hon Lik (ou Han Li) nait à Shenyang, Chine, en 1956. Il commence à fumer à 18 ans. Il fait ses études à l'Université de médecine traditionnelle chinoise du Liaoning (en) et obtient un diplôme en pharmacie. Il rejoint l'Académie de médecine traditionnelle chinoise du Liaoning en 1982.

## Carrière

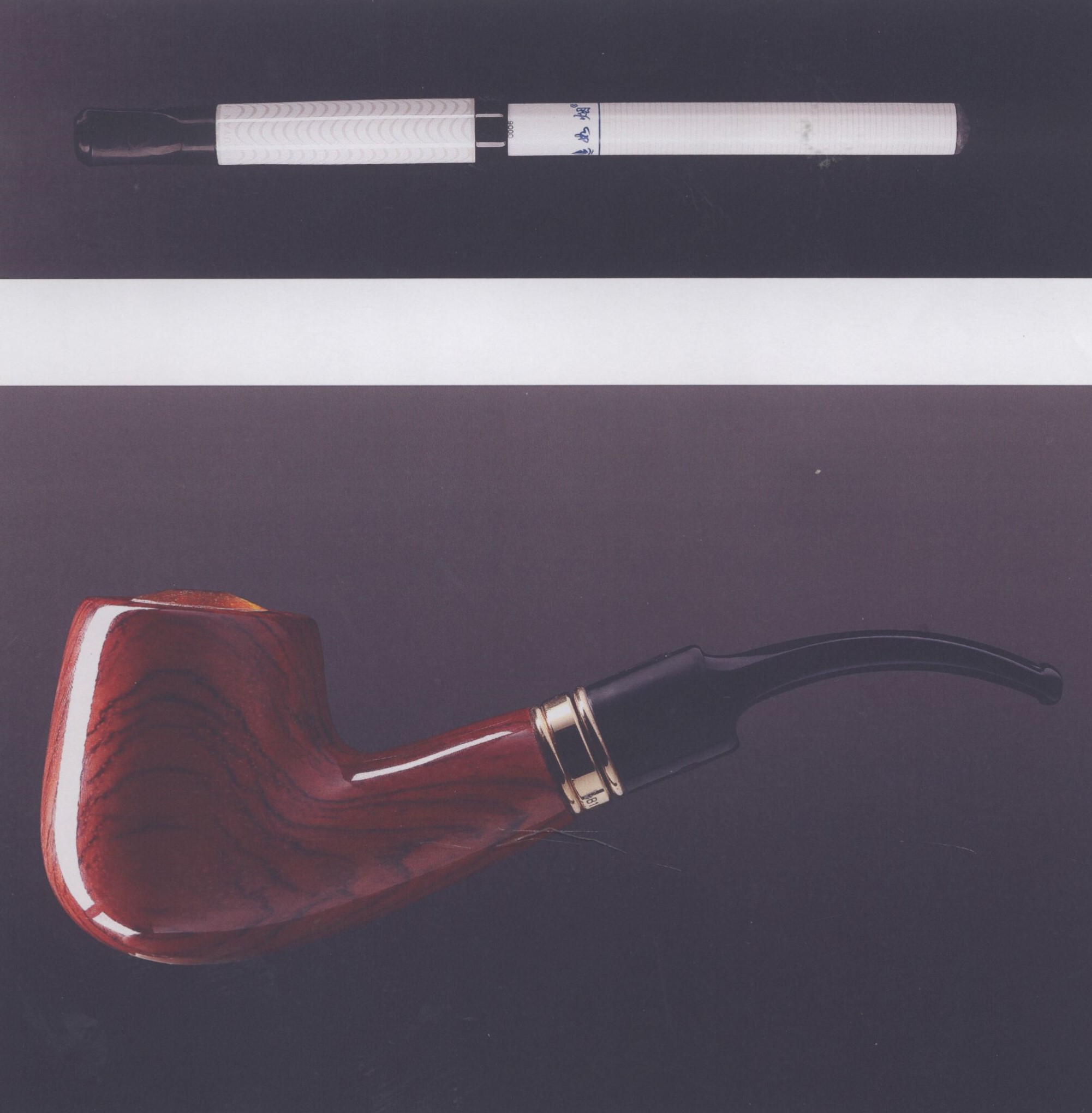
Vapoteuses Ruyan

De 1990 à 1994, Hon Lik est directeur adjoint de l'Académie de médecine traditionnelle chinoise du Liaoning, chargé de la recherche et du développement de nouveaux médicaments botaniques. En 2003, il devient directeur de Western Technologies Corp.
Il est cofondateur de Dragonite International (en), une société hongkongaise spécialisée dans les soins de santé, les produits pharmaceutiques et les cigarettes électroniques. Hon est directeur général et directeur de Dragonite pendant huit ans.
Golden Dragon Group achete Dragonite en 2007. Golden Dragon Group vend alors la cigarette électronique de Hon à Imperial Tobacco, le géant du tabac britannique en 2013.
Hon voit l'e-cigarette comme « comparable à l'appareil photo numérique prenant le relais de l'appareil photo analogique. » Il déclare : « Ma renommée suivra le développement de l'industrie de la cigarette électronique. Peut-être que dans 20 ou 30 ans je serai très célèbre. » et « J'espère vraiment que les grands groupes pharmaceutiques internationaux se lanceront dans la fabrication de cigarettes électroniques et que les autorités comme la FDA aux États-Unis continueront d'imposer des normes de plus en plus strictes afin que le produit soit le plus sûr possible. »

## Invention de la cigarette électronique
L'objectif initial de Hon était de s'aider à arrêter de fumer. Finalement, cela n'a pas fonctionné, il continue de fumer et de vapoter,.
Il a déposé des brevets sur son invention en Chine, aux États-Unis et dans l'Union européenne sur la base de sa demande prioritaire de 2003 en Chine. La première cigarette électronique a été fabriquée en 2004 à Shenyang, en Chine, et s'appelait « Ruyan. » Le Ruyan fonctionnait de la même manière que les vapoteuses actuelles : un liquide aérosolisé grâce à un élément chauffant alimenté par une batterie.